# 朔平門外の変

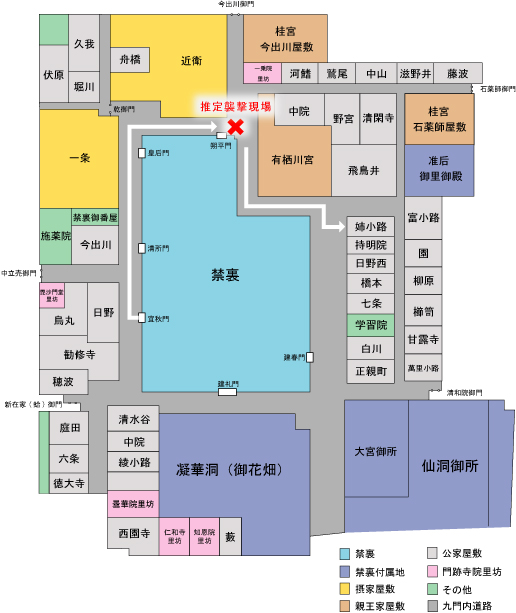
推定事件現場と姉小路公知の推定足跡

朔平門外の変（さくへいもんがいのへん）は、江戸時代末期（幕末）の文久3年5月20日（1863年7月5日）、破約攘夷を唱える公家の指導者であった姉小路公知（右近衛少将、国事参政）が、禁裏朔平門外の猿ヶ辻（さるがつじ）で暗殺された事件。現場に残された太刀から薩摩藩士田中新兵衛に容疑がかかったが、京都町奉行所に監禁された新兵衛は釈明せずに自刃したため、暗殺者は今なお不明。猿ヶ辻の変（さるがつじのへん）とも。幕末において要職にある殿上人が暗殺された事件は空前絶後であり、当時の中央政局に大きな影響を与え、同年の八月十八日の政変が起きるきっかけにもなった。

## 事件の背景
姉小路公知は少壮の公家で、家格は低いものの廷臣八十八卿列参事件・四奸二嬪排斥などで、破約攘夷派の中核として活動した。長州藩・土佐藩など出身の少壮志士から盟主として仰がれ、政局の中心に躍り出ていた人物であり、薩摩藩とつながりが深く親幕府的な公武合体派の前関白近衛忠煕や、親長州的な過激尊攘思想を好まない右大臣二条斉敬らと対立していた。文久2年（1863年）12月9日には国事御用掛、翌年3月には国事参政となり、京都政治における重要人物であった。
この事件が起きる以前にも、治安の弛緩や政局の激化に伴い江戸では桜田門外の変、坂下門外の変といった政治的テロ事件が続発、また京都では「天誅」と称する要人襲撃事件が相次いでいた。しかし被害者の多くが幕府関係者ないし親幕府派と見られた公家の諸大夫等の家臣・武士・地下人・学者・庶民であり、加害者側が破約攘夷派と思われるのに対し、朔平門外の変の場合、被害者の姉小路が殿上人であり、さらに当時の破約攘夷派の代表的存在であった点はきわめて異例であった。

### 「攘夷」を巡る対立構造
この時期の政治状況は、しばしば「尊王攘夷派」と「公武合体派」との対立構造で語られることが多いが、実際には「尊王」対「佐幕」や「攘夷」対「開国」などと単純に対極化できる性質のものではなかった。いわゆる尊王自体は朝廷からの政権委任を支配の正当性とする幕府にとっても尊重すべき概念であり、国防意識という意味においての攘夷概念は、当時の主要な政治勢力のいずれもが持っていた大前提であった。
黒船来航から10年近く経過したこの時期には、すでに攘夷論そのものも変容ないし多様化していた。異人斬りに代表される感情的な攘夷論や、その逆に積極的に国を開いて自由交易を行うべきであるとする単純開国論も存在したが、この文久期の攘夷派政治運動としては、幕府の結んだ通商条約を不可としてこれを即刻破棄し、外国船を打ち払う「破約攘夷論」（即今破約攘夷）と、通商条約自体は容認しないが、外国船が襲撃してきた場合のみに打ち払うという攘夷実行慎重派の2つに分かれていた。孝明天皇自身や薩摩藩や越前藩などの公武合体派、暗殺される直前の姉小路に影響を与えた勝海舟などは後者に属しているが、薩摩藩のように通商条約を不容認する立場に立たないものもおり、勝が唱えた海外進出のため当面は国力を高めるべきである「大攘夷」という思想もこのグループに含まれ、破約攘夷派ほど思想的に統一されたものではなかった。
前年まで公武合体的・大攘夷的な構想である航海遠略策を推進しながら、その主唱者である長井雅楽の失脚を境に大きく路線を変更した長州藩がこの時期藩是とした破約攘夷論は、通商条約の締結主体である幕府の外交代表としての正統性を否定するものであり、彼らにとっては幕府の権威を失墜させる有力な政治手段にもなり得た。一方、公武合体派は急激な体制の変化を望まず、大政委任論に従って国政を任された幕府が朝廷と緊密に連携することによって、非常事態を乗り越えようとしていた。そんな中、率兵上京という実力行使で公武合体・幕政改革（→文久の改革）の実を挙げた島津久光（薩摩藩主の父）率いる薩摩藩と、長州藩との政局の主導権を巡る暗黙の対立は尖鋭化していた。姉小路公知は、前者に属する長州藩やそれに同調する土佐藩の一部勢力と結び、三条実美らと江戸へ下って将軍家茂の上洛を強要するなど、破約攘夷派の中核として知られるようになっていく。
文久2年（1862年）12月には朝廷に国事掛が設置され、三条・姉小路らと親幕派公家との間の抗争が本格化する。翌年2月13日には公武合体派の九条尚忠（前関白）・久我建通（前内大臣）・岩倉具視らが失脚し、同日に設置された国事参政・寄人の人事は三条・姉小路ら破約攘夷派が独占し、朝政を牛耳りつつあった。

### 孝明天皇の立場
当時の主要な政治勢力はいずれも「攘夷」をいかにすすめるかを最大の大義名分としており、天皇は最大の大義名分を持つ対象の意味で「玉（ぎょく）」と呼ばれ、対立の激化の原因にもなっていた。孝明天皇自身は通商条約を容認しない攘夷論者であったが、即刻外国船を打ち払うほど過激ではなく、内政に関しては大政委任論をもって幕府の統治を強く支持していた。しかし宮中における破約攘夷派の影響力は強く、孝明天皇自身の意志が通る状況ではなかった。実際、文久3年3月5日に将軍家茂が上洛した際にも、大政委任を奏上する家茂に対し天皇はそれを許可した上で、攘夷についてはなお努力するようにと回答している。ところがこの言葉を勅書とするよう慶喜が要請すると、宮中に勢力を持っていた破約攘夷派の影響で、大政委任は確認せず、攘夷のみについて委任するという勅書が作成された。

### 薩摩藩の急浮上
率兵上京により、京都政局に深く関与することとなった島津久光は、攘夷慎重派であり、即時破約攘夷派に制圧されていた孝明天皇からの絶大なる信任を獲得した。更に久光の上京は、同じく攘夷慎重派であった青蓮院宮尊融入道親王（のちの中川宮、更に改名して久邇宮朝彦親王）と近衛忠煕らに歓迎され、公武合体派の重鎮として朝政における存在感を高めていった。これらの勢力が破約攘夷派の三条・姉小路らと激突するのは必然であり、姉小路暗殺も京都政局および孝明天皇を巡る主導権争いが背景にあると認識され、事件直後から薩摩藩の関与が噂された。しかし文久2年8月に発生した生麦事件とその後の薩英戦争への備えにより、久光はほとんど上京できず、国元に滞在することを余儀なくされた。このため攘夷慎重派にとっては久光の上京が待望されていた。

## 姉小路殺害の経緯
5月20日午後10時頃、朝議を終え、宜秋門から退出して帰宅の途に付いた姉小路公知は、禁裏の築地を北周りに通り、朔平門外を越えたあたりで覆面をした刺客3人に襲われ、顔や胸部に重傷を負った。姉小路の従者中條右京は犯人の一人に傷を負わせたものの、彼らは逃亡した。姉小路はただちに自邸に搬送されたが、そこで絶命した。享年25。事件現場には、犯行に使われたとおぼしき「奥和泉守忠重」の銘が入った刀と犯人のものと思われる木履が遺棄されていたという。

## 殺害犯の捜査
事件翌日の21日に武家伝奏野宮定功は将軍家茂と京都守護職松平容保に、22日には米沢藩主上杉斉憲・紀州藩主徳川茂承・岩国藩主吉川経幹に対し、刺客を探索するよう命じた。京都守護の任にあたる藩には禁裏九門に厳重な警備体制を布くとともに議奏・武家伝奏・参政・寄人への護衛が命じられている。

### 容疑者・田中新兵衛の自害
事件現場には、犯行に使われたと思われる刀が遺棄されていたため、その刀の所有者を割り出すことから捜査が始められた。凶器の刀は「奥和泉守忠重」の銘があり、薩摩風の拵であったため、当初から薩摩藩関連者の犯行と目されたが、犯行現場にわざわざわかりやすい凶器を遺すというのは薩摩藩を陥れる謀略であるという風聞もあった。
事件2日後の22日、薩摩藩邸に潜伏していた土佐浪士の那須信吾が姉小路邸を訪れ、遺棄された刀が薩摩藩の陪臣で、島津内蔵の家臣であった田中新兵衛のものであると証言した。これを受けて姉小路家は、京都守護職・町奉行に対し、田中を犯人として告訴した。26日、武家伝奏坊城俊克および三条実美の依頼により、京都守護職の会津藩は東洞院蛸薬師の田中の寓居を急襲し、田中新兵衛およびその場に居合わせた仁礼源之丞とその下僕の太郎を逮捕し、坊城邸へ連行した。しかし会津藩は京都守護職の職掌上、容疑者の逮捕までは行ったが、薩摩藩との関係悪化を恐れ、拘留・取調は拒否した。仁礼は浅野家、下僕の太郎は上杉家に預けられたが逃亡し、このため藩主斉憲は帰国できなくなっている。
坊城は、京都町奉行永井尚志に命じて町奉行所に拘留させたが、田中は隙を見て奉行所内で自決してしまい、この筋からの真相究明は不可能となった。この責任を取り、永井は京都所司代牧野忠恭（越後長岡藩主）に謹慎を申し出ている。二十八日には十八藩有志が会談した結果、実行犯は田中に相違ないと結論が出されている。

## 犯行の動機

### 実行犯
田中はそれまで島田左近（九条家侍）・本間精一郎（越後出身の志士）らの暗殺に関わったとされ、土佐藩の岡田以蔵と並ぶ破約攘夷派の刺客であった。。刀が田中のものであることを否定する根拠は挙げられておらず、田中のものがすり替えられたという説も存在するが根拠は薄いと見られている。また姉小路の従者中條右京が犯人の一人に手傷を負わせたが、田中も同時期に負傷しており、これも状況証拠の一つとされた。薩摩藩の史料『忠義公史料』にも田中が犯人であると述べたという記述もある。また田中の死後に遺体を検死した中條右京は、犯人であることに間違いないと証言している。

### 薩摩藩の関与
田中が犯人と目されたことで、当然事件は薩摩藩の陰謀であると疑われた。29日には薩摩藩の乾門守衛が免じられ、藩士の九門出入りが禁じられる事態となっている。しかし薩摩藩留守居役本田親雄は大久保一蔵（大久保利通）宛書簡で、事件は驚天動地の展開であり、藩ぐるみの陰謀であると捉えられかねないと苦慮している旨を伝えている。薩摩藩士高崎正風は田中はこのころ精神不安でノイローゼ気味であったため、身に覚えがあっての自殺とは思えないと述べ、藩の関わりを否定している。

### 青蓮院宮の関与
一方で薩摩藩と深い関係を持つ青蓮院宮が事件の黒幕であるという風聞も広がっていた。三条実美は事件は薩摩藩のものとは断定できず、青蓮院宮の関与があると疑っていた。6月22日には青蓮院宮の家司が御親兵に抑留され、以降青蓮院宮は逼塞を余儀なくされた。

### 幕府の関与
田中が自殺したため、破約攘夷派の中では幕府や会津藩の関与を疑う声もあった。国事参政・寄人らは京都町奉行永井を逮捕・拷問するべきであるという意見書を提出している。しかしその後は根拠が示されず、これらの意見は取り立てて重要視されなかった。

### 破約攘夷派公家の関与
一方で、姉小路と同じ破約攘夷派の公家である滋野井公寿と西四辻公業の同志が暗殺に関与したという噂も公家の間で広まっていた。事件前夜には滋野井と西四辻およびその家臣が失踪し、所在不明となっていた。また当時の史料のいくつかには両名が姉小路に遺恨を持っていたという風聞があり、『京都御守衛史資料』では滋野井と西四辻が田中を抱き込んで犯行に及んだとしている。両名がいつ帰京したかは不明であるが、5月28日には両名に「不容易な風聞」があり、取り調べのために御所への立ち入りを禁ずる命令が下っている。両名の処分は8月12日に解除されている。

### 姉小路の『変節』
町田明広は、滋野井と西四辻が暗殺の首謀者であり、田中が実行犯の一人となったと考えることが妥当であるとしている。町田はその根拠のひとつとして、当時から風聞のあった姉小路の通商条約容認への『変節』をあげている。
当時京都に上洛していた将軍徳川家茂が4月21日に摂海（大阪湾）巡視のため大坂へ下るに及び、破約攘夷派の間では、将軍が天皇との攘夷の約束を反故にして江戸へ帰るのではないかという疑念があった。そこで姉小路も将軍の動静を探るため、23日に破約攘夷派の志士たちを帯同して大坂へ下った。しかし大坂で幕府軍艦奉行並勝海舟と会談した。勝は海軍を興して世界に乗り出すべきと唱える大攘夷主義者であり、通商条約容認派であった。世界情勢や海軍の必要性を懇々と説かれた姉小路は、勝の意見に同調し、通商条約容認に傾くようになった。勝は5月1日にも姉小路のもとを訪れて海軍や砲台についての意見を述べた。姉小路は公家の教育機関であり、当時破約攘夷派の志士が多く参加していた学習院で勝に意見を述べさせようとしたが、姉小路の遭難によって叶わなかった。
5月5日には武家伝奏から幕府に対し、摂海防禦総督の任命や長崎に巨艦を製造するための製鉄所設置命令が行われているが、5月9日になってこれを知った勝は姉小路の影響によるものであろうと推測している。また事件翌日に姉小路暗殺を聞いた勝は「国家の大禍」と大いに嘆いた。5月9日には中山忠能が摂海巡視の間に何かあったのかと正親町三条実愛に尋ねており、姉小路の態度変化は明らかであった。また、同じく破約攘夷派の領袖であった三条も軟化しつつあり、5月12日の村井斉助書簡などでも指摘されている。このため両者が幕府の賄賂によって籠絡されたという風聞が公家や破約攘夷派の間で立っていた。

## 変の影響
姉小路の変節はまだ広く知られておらず、破約攘夷派として暗殺されたと捉えられていた。姉小路殺害の翌日には、姉小路の同志とみられた三条実美を名指しで脅迫する張り紙が、三条邸および学習院の門に貼られていた。これにより姉小路殺害は薩摩藩の仕業であるという見方が流布された。一方でこの張り紙は姉小路に影響されつつあった三条へのプレッシャーともなったという見解もある。さらに田中新兵衛の自刃により、薩摩藩の立場はますます危うくなる。
疑念の目で見られた薩摩藩は禁裏九門の一つである乾御門警備の任から外され、さらに薩摩藩関係者の九門内往来が禁じられるなど次第に京都政局から排除されていく。このため薩摩藩およびその後ろ盾であった青蓮院宮尊融親王の発言力も大きく後退した。こうして朔平門外の変は、結果的に姉小路という旗手を失ったはずの破約攘夷派勢力が、むしろ増長していくきっかけとなったのである。青蓮院宮までが6月5日には攘夷の先鋒となることを誓願し、破約攘夷派への迎合を見せるなど保身に走るようになった。一方で6月11日には薩摩藩への嫌疑は冤罪とされ、御所の九門出入りが許されるようになった。
こうして孝明天皇と公武合体派の連絡が遮断された結果、三条らに牛耳られた朝廷では攘夷親征・大和行幸計画が企図され、天皇にとって本意ではない勅書が濫発されることになる。危機を感じた孝明天皇は、5月29日に重ねて島津久光に対し「上京して姦人（三条らを指す）を排除せよ」との密勅を下すが、久光は生麦事件の賠償問題がこじれてイギリスと係争中だったために、鹿児島を離れられなかった（7月2日に薩英戦争が勃発）。そこで上京できない島津久光に代わり、薩摩藩士高崎正風と青蓮院宮を中心に、孝明天皇の周囲から破約攘夷派を排除する計画が立てられ、京都守護職を務める会津藩を巻き込んで八月十八日の政変につながっていくことになる。